# Deerfield (New York)
Deerfield è un comune degli Stati Uniti d'America, situato nello Stato di New York, nella contea di Oneida.